# HMS Birkenhead (könnyűcirkáló)
A HMS Birkenhead egyike volt annak a két Town-osztályú könnyűcirkálónak, melyeket eredetileg a Görög Haditengerészet számára építettek 1914-ben. A hajó az Antinauarkos Condouriotis nevet kapta volna. A hajót a Cammell Laird kezdte építeni még a háború előtt, és az első világháború kitörése után, 1914 augusztusában a görögök még mindig nem vonták vissza a megrendelést. 1915-ben a brit kormány viszont megvásárolta a két cirkálót, melyeket később a Brit Királyi Haditengerészet szolgálatába állítottak.

## Felépítése
A görögöknek szánt két Town-osztályú könnyűcirkáló, azaz a Birkenhead-alosztály, néhány tekintetben eltért a többi Town-osztályú cirkálótól. Például ezen hajók fő fegyverzete a Coventry Ordnance Works fegyvergyár által gyártott 140 mm-es ágyú volt. Ezek az ágyúk jóval könnyebbek voltak a többi hajón lévő 152 mm-es ágyúknál, valamint a lövedékek is 100 font helyett csak 85 font súlyúak voltak. Ennek következtében a hajók tűzgyorsasága úgy javult, hogy a tűzerő csak kis mértékben csökkent.

## Szolgálata
Testvérhajójához, a HMS Chesterhez hasonlóan a Birkenhead is a Nagy Flotta 3. könnyűcirkáló rajának tagja volt. 1916. május 31-én és június 1-jén mindkét hajó részt vett a jütlandi csatában. A Birkenhead túlélte a csatát, majd a háborút is, de 1921. október 26-án eladták a Newport-i Cashmore hajóbontó cégnek, hogy az szétbonthassa.